# Candikusuma
Candikusuma is een bestuurslaag in het regentschap Jembrana van de provincie Bali, Indonesië. Candikusuma telt 4532 inwoners (volkstelling 2010).